# Lalla Romano
Graziella Romano, anomenada Lalla (Demont, 11 de novembre de 1906 - Milà, 26 de juny de 2001), fou una poetessa, escriptora, periodista i aforista italiana.

## Biografia
Nascuda en una vella família piemontesa d'ascendència jueva, tingué com a primer gran amor la pintura, a la qual es dedicà des de l'adolescència amb gran interès i passió. L'escriptora és la besneta del gran matemàtic Giuseppe Peano, la seva mare, Giuseppina Peano, és en realitat la filla de Michele Peano, el germà gran de Giuseppe. La família materna era molt gran, l'avi Michele i l'àvia Giuseppina Pellegrino, tingueren set fills: Michele, Alessio, Carmelo, Giuseppina, Carola, Caterina i Maria. L'oncle Alessio es va casar amb Frieda von Kleudgen, filla del pintor Friederich von Kleudgen.
Després de completar els seus estudis de secundària a Cuneo, es va inscriure a la Universitat de Torí, on fou alumna de Lionello Venturi (que pel seu caràcter avantguardista l'anomenava jocosament "card selvàtic"), Annibale Pastore i Ferdinando Neri. Tenia com a amics i companys Mario Soldati, Franco Antonicelli, Carlo Dionisotti, Arnaldo Momigliano i Cesare Pavese, el qual la deixà molt impressionada, i el definí al seu diari com "un jove amb ulleres, pàl·lid, prim". Estigué vinculada sentimentalment al sanremès Giovanni Ermiglia, al qual dedicarà nombrosos poemes que compondran el recull pòstum Poesie per Giovanni.
Durant anys, el conte i la novel·la no entraren, com a forma literària, en els seus projectes artístics, i el "mestre" Lionello Venturi, tal com era definit a l'ambient universitari, li suggerí que s'inscrigués a l'escola de pintura de Felice Casorati. Lalla freqüentà l'escola i al mateix temps l'estudi del pintor Giovanni Guarlotti, on va començar a treballar com a crítica d'art, i va fer nombrosos viatges a París, on va quedar fascinada i molt impressionada per l'agitació cultural i pictòric del Barri Llatí.
El 1928 es va graduar amb honors en lletres amb una tesi sobre els poetes del dolce stil novo. La seva primera feina, durant un curt període, fou la de gestora de la biblioteca de Cuneo; més tard es va traslladar amb el seu marit, Innocenzio Monti, i el seu fill, a Torí, on ensenyà història de l'art a l'escola secundària, sense deixar de cultivar la seva passió per a la poesia i la pintura. Diverses de les seves pintures foren exhibides en exposicions col·lectives.
Durant la Segona Guerra Mundial va tornar a viure amb la seva mare a Cuneo. Lligada políticament a Livio Bianco i al moviment Giustizia e Libertà, prengué part activa en la resistència i es va comprometre amb els "grups de defensa de la dona". Eugenio Montale, amb un judici positiu dels seus versos, la va animar a publicar alguns dels seus poemes i el 1941 marca el seu debut com a poetessa amb la col·lecció Fiore, publicada per Frassinelli després del rebuig d'Einaudi. Na Romano, com a demostració del seu caràcter reservat, tancat però també molt determinat, va enviar una còpia acabada de sortir de impremta a l'editor Giulio Einaudi, amb la dedicatòria "a aquell que no ha volgut imprimir aquest llibre". Aquest costat del caràcter sever, rigorós i introvertit, portat a aprofundir en l'íntim, esdevingué el tret més específic del seu viatge literari. Mentrestant, Pavese li encarregà la traducció dels Tres Contes de Gustave Flaubert (1943).
Després de la guerra es va reunir amb el seu marit a Milà, que al mateix temps havia esdevingut un alt funcionari de la Banca Commerciale, va reprendre l'ensenyament, va començar a escriure obres de narrativa i el 1951 va publicar Le metamorfosi, una sèrie de textos breus de prosa dedicats a la descripció dels somnis, el 1953 i el 1957 les seves primeres novel·les. La primera, Maria, la història d'una complicada relació serventa-mestressa, obté un gran reconeixement a la crítica, és rebuda per Gianfranco Contini com una petita obra mestra, però estranyament estroncada per Pavese, fastiguejat (el 1950), segons ell, de llegir històries de dones del servei. En la segona, Tetto murato, la protagonista és Ada, una dona de forta moralitat. El 1953 també va publicar una col·lecció de poemes,L'autunno, i el 1960 un llibre de viatges titulat Diario di Grecia.
Romano, dona de caràcter tancat i introvertit, portà una existència tímida i molt aïllada, amb poca relació amb el món intel·lectual i literari; la seva narrativa, sovint autobiogràfica, descriu les relacions familiars no privades d'aspreses, reticències i mitges veritats pròpies de la bona burgesia septentrional, a La penombra che abbiamo attraversato, publicada el 1964, recorda la infantesa viscuda als camps de Cuneo i la mort de la mare .
L'obra que revela l'escriptora al gran públic és la novel·la Le parole tra noi leggere, que obté el Premi Strega el 1969, el títol de la qual prové d'un vers de Montale. En ella, Romano descriu i analitza la relació amb el seu fill, un noi difícil i rebel, associal i anticonformista. El llibre fou un gran èxit, potser també perquè tractava dels temes propis de la revolta juvenil, especialment notoris en aquell període.
El protagonista de la novel·la L'ospite (1973) és encara un nen, arrossegat en les complicacions d'un matrimoni fallit, i el tema del matrimoni és també fil conductor de la novel·la Inseparabile: el llenguatge incisiu i eficaç entusiasmà tant Pier Paolo Pasolini, que elogià Romano per la seva prosa.
Escriptora infatigable, al mateix temps que publicava llibres, també desenvolupà una intensa activitat periodística en diversos diaris, des del Il Giorno, Il Corriere della sera a Il Giornale Nuovo.
El 1976 també va fer una breu incursió en la política activa, i fou elegida regidora municipal de Milà com a independent a les llistes del Partit Comunista Italià, però després de poc temps va dimitir, decebuda i avorrida. Lliure ja dels compromisos polítics, en aquest moment el centre dels seus interessos són, com ella els anomena, els "misteriosos anys vint", que, en les intencions de l'escriptora, havia de ser el títol del llibre Una giovinezza inventata: un viatge de la memòria, en els records de la seva infància, una mena de continuació ideal del llibre Le parole tra noi leggere.
Un cop més, l'escriptora es remunta en el temps i explica la seva pròpia joventut, la malenconia, l'amor, les contrarietats, les dificultats relacionades amb la situació de la dona en la seva novel·la "més autobiogràfica i més novel·lesca". I també la història de l'"educació sentimental" de Romano (no és casualitat que al seu temps hagués traduït la famosa novel·la de Gustave Flaubert), que explica el trasbals intel·lectual per la pintura, els segrestos sentimentals per Antonicelli, la fatiga de créixer, l'atracció pel sexe, les amistats femenines.
El 1986, després de la desaparició del seu marit, comença per a la infatigable, tenaç i inconformista escriptora una nova vida: coneix un jove fotògraf i periodista, Antonio Ria, que serà el company de vida i de treball dels últims temps. Malgrat la diferència d'edat, comparteixen un amor per l'art en tots els seus perfils, tant humans com existencials i de disseny. Amb ell publica el primer d'una sèrie de volums amb fotografies, La treccia di Tatiana.
Publica el 1987 Nei mari estremi, on evoca la seva vida conjugal, al qual li segueix Un sogno del Nord (1989), Le lune di Hvar (1991) i Un caso di coscienza (1992). Aquestes obres estan destinades a reforçar la imatge d'una Romano novel·lista impietosa, a voltes cruel narradora dels vicis de la burgesia italiana, que es redimeix dels sentiments de culpa persistents a través d'aforismes i d'una forma personal i específica d'escriure.
En els últims anys continua escrivint i, malgrat que una malaltia progressiva als ulls li provoca una ceguesa quasi total, amb l'inestimable ajut del seu company Antonio Ria, deixa sense acabar al gener del 2001 al març del 2000, Diario ultimo. El llibre serà publicat pòstumament, a cura d'Antonio Ria, el 2006, coincidint amb el centenari del naixement de l'escriptora.
Al cap de pocs mesos mor, el 26 de juny de 2001, a Milà, en la seva estimada casa de Via Brera. El 2007, l'editorial Philobiblon de Ventimiglia publica el recull de poesia amb dibuixos inèdits titulat Poesie per Giovanni, a cura d'Antonio Ria.

## Espai Lalla Romano
Prop del Palazzo Borelli de Demont des de finals dels 2008, roman obert el "Spazio Lalla Romano".
El projecte "Spazio Lalla Romano" preveu, a més de la mostra permanent, el trasllat de la biblioteca cívica de Demont, un taller educatiu i la creació d'un centre d'investigació sobre el paisatge.
L'espai també ocuparà el segon pis i algunes sales contigües, i presenta pintures i dibuixos de l'artista, una reconstrucció fotogràfica de la seva llibreria milanesa de via Brera, les portades de les seves obres literàries, l'exposició fotogràfica d'Alessandro Vicario Paesaggi d'assenza. Sulle tracce di Lalla Romano i un documental elaborat per l'associació cultural Lliure de Torí, Ritorno a Ponte Stura, que repassa els indrets nadius de l'escriptora basant-se en els seus textos literaris.

## Selecció d'obres

### Novel·les
- Le metamorfosi, Torí, 1951;
- Maria, Torí, 1953;
- Tetto murato, Torí, 1957;
- Diario di Grecia, Pàdua, 1960;
- L'uomo che parlava solo, Torí, 1961;
- La penombra che abbiamo attraversato, Torí, 1964;
- Le parole tra noi leggere, Torí, 1969; guanyadora del Premi Strega
- L'ospite, Torí, 1973 ;
- Una giovinezza inventata, Torí, 1979;
- Inseparabile, Torí, 1981;
- Nei mari estremi, Torí, 1987;
- Un sogno del Nord, Torí,1989.

### Poesia
- Fiore, Torí, 1941;
- L'autunno, Milà, 1955;
- Giovane è il tempo, Torí, 1974.
- Poesie per Giovanni, Ventimiglia, 2007.